# María de Quiñones
María de Quiñones fue una impresora española del siglo XVII que se inició en el negocio de la edición de libros debido a su matrimonio con los impresores Pedro de Madrigal hijo y Juan de la Cuesta. Su producción tipográfica comprende 166 títulos de autores del Siglo de Oro literario español, como Lope de Vega, Tirso de Molina y Pedro Calderón de la Barca.

## Biografía
Se casó con Pedro de Madrigal (hijo), que falleció poco tiempo después. El 26 de junio de 1602 se casó en segundas nupcias con Juan de la Cuesta, pasando a vivir y trabajar con él en su imprenta de la calle Atocha, junto al hospital de los Desamparados. La imprenta de Juan de la Cuesta se componía de seis prensas, 36 cajas, 25 caballetes, nueve bancos de componer, cuatro divisorios para colocar los originales y otros útiles.
A finales de 1607, estando María embarazada, Juan abandonó Madrid y se marchó a Sevilla, con la intención de viajar a las Indias. Renunció entonces a la dirección de la imprenta, dejando plenos poderes ante notario a su mujer, María de Quiñones, a su suegra, María Rodríguez Ribalde y a Jerónimo de Salazar para regir la imprenta, cobrar lo que se les debiere y actuar en su nombre. El bebé, un niño llamado Juan, nació el 28 de febrero de 1608, pero falleció al poco tiempo.
En 1628, a la muerte de su suegra, María Rodríguez Ribalde (viuda de Pedro Madrigal padre), María Quiñones pasó a dirigir definitivamente el taller. En aquella época sus oficiales de imprenta eran Pedro Travesía, Alonso de Paredes, Domingo Ortiz, Esteban de Azcona y Jusepe Ortiz.
En 1666, tres años antes de su muerte, María traspasó el negocio a Melchor Alegre y a su mujer Catalina Gómez. En Madrid, la calle donde se encontraba ubicada su imprenta recibe el nombre de Quiñones.

## Producción tipográfica

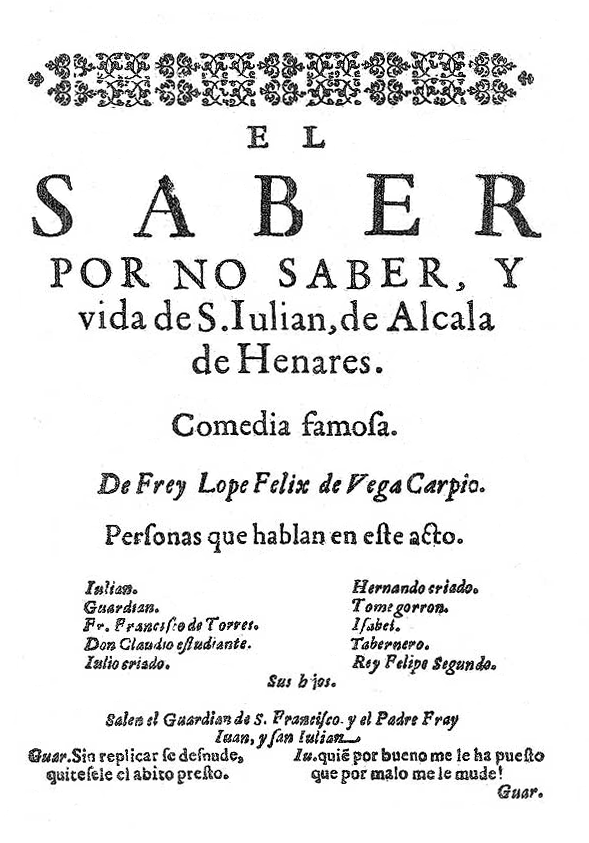
"El saber por no saber, y vida de S. Julián de Alcalá de Henares" (Lope de Vega, 1638).

### Primera época (1611-1632)
La participación de María de Quiñones como tipógrafa en estas obras queda constatada en la entrega de pliegos sueltos o capillas a La Hermandad de Impresores de Madrid. También en variantes de imprenta de estas obras correspondientes a 1627, donde se indica «En Casa de Madrigal», «Herederos de Pedro Madrigal», «Herederos de la Viuda de Pedro Madrigal» o «En Casa de la Viuda de Madrigal». No se conoce ningún impresto firmado con la rúbrica «Viuda de Juan de la Cuesta».
- El Fenix de España... Séptima parte de sus comedias (Lope de Vega, 1617)
- El Fénix de España... Octava parte de sus comedias (Lope de Vega, 1617)

### Segunda época (1633-1642)
En las obras pertenecientes a esta etapa, más de ochenta, María de Quiñones figura ya con su propio nombre en los pies de imprenta. Aproximadamente en esos años fue cuando inauguró una sucursal de su imprenta cerca de la plaza de Comendadoras, en la calle que hoy lleva su nombre, la calle Quiñones.
- Patrocinium de pro regia iurisdictione inquisitoribus siculis concessa, de Mario Cutelli
- Practica de boticarios, guia de enfermeros, remedios para pobres (1634) de Pedro Gutiérrez de Arévalo
- Cuarta parte de Comedias (Tirso de Molina, 1635)
- El amor medico  (Tirso de Molina, 1635)
- Segunda parte de las comedias de Don Pedro Calderon de la Barca, recogidas por D. Ioseph Calderón de la Barca, su hermano. (1637)
- Parte veinte y tres de las comedias de Lope Félix de Vega Carpio. (1638)

### Tercera época (1643-1666)
En esta etapa, María de Quiñones se asoció con tres mercaderes de libros de Madrid para abarcar un mayor mercado de negocio: Francisco de Robles, Manuel López y Juan de Valdés. «Sus impresiones, en general suelen ser cuidadas y apenas presentan erratas. Gusta utilizar portadas con orlas tipográficas, escudos cardenalicios y reales, capitales grabadas y adornos xilográficos».
En cuanto al contenido de su producción se refiere, abarca obras de entretenimiento, discursos políticos, Reales Cédulas, oraciones evangélicas, sermones, memoriales, sin olvidar las célebres partes de comedias de Lope de Vega, Calderón de la Barca y Tirso de Molina. Para estos diferentes géneros hizo uso de formatos folio, octavo y sobre todo el cuarto, al que recurrió mayormente. La lengua dominante fue la vernácula, reduciéndose el latín a obras de carácter litúrgico o teológico.
- Arte de cocina, pasteleria, vizcocheria y conserveria (1653) de Francisco Martínez Montiño
- Advertencias nuevas a la letra y moralidad de los evangelios de quaresma miércoles, viernes y domingo (1657) de Antonio Ferreira
- Sarao de Aranjuez (1666)[6]